# Ciclone Anja
O ciclone tropical Anja (ou simplesmente ciclone Anja) foi um intenso ciclone tropical que ficou ativo em meados de novembro de 2009 no Oceano Índico Sudoeste. Sendo o quarto sistema tropical e o primeiro ciclone tropical dotado de nome da temporada de ciclones no Índico Sudoeste de 2009-2010, Anja formou-se de uma área de perturbações meteorológicas ao norte do Território Britânico do Oceano Índico em 14 de novembro. Seguindo lentamente para sudoeste, o sistema logo se intensificou para uma tempestade tropical moderada. Sob condições meteorológicas favoráveis, Anja se intensificou para um ciclone tropical, segundo o sistema de classificação da Météo-France, no dia seguinte. Logo em seguida, Anja atingiu seu pico de intensidade, com ventos máximos sustentados de 195 km/h, e uma pressão atmosférica central mínima de 950 hPa. Após várias horas nesta intensidade, Anja começou a se enfraquecer assim que começou a seguir sobre águas mais frias e a ser influenciado por condições meteorológicas mais adversas. Sua tendência de enfraquecimento foi intensificada logo em seguida, e Anja enfraqueceu-se para uma tempestade tropical em 17 de novembro. Anja se enfraqueceu para uma depressão tropical no dia seguinte, e se dissipou totalmente horas depois, a várias centenas de quilômetros a sudeste das ilhas Mascarenhas.
Como Anja não ameaçou ou atingiu regiões costeiras, nenhum alerta ou aviso de ciclone ou tempestade tropical foi necessário. Pelo mesmo motivo, Anja não causou qualquer impacto à sociedade humana.

## História meteorológica

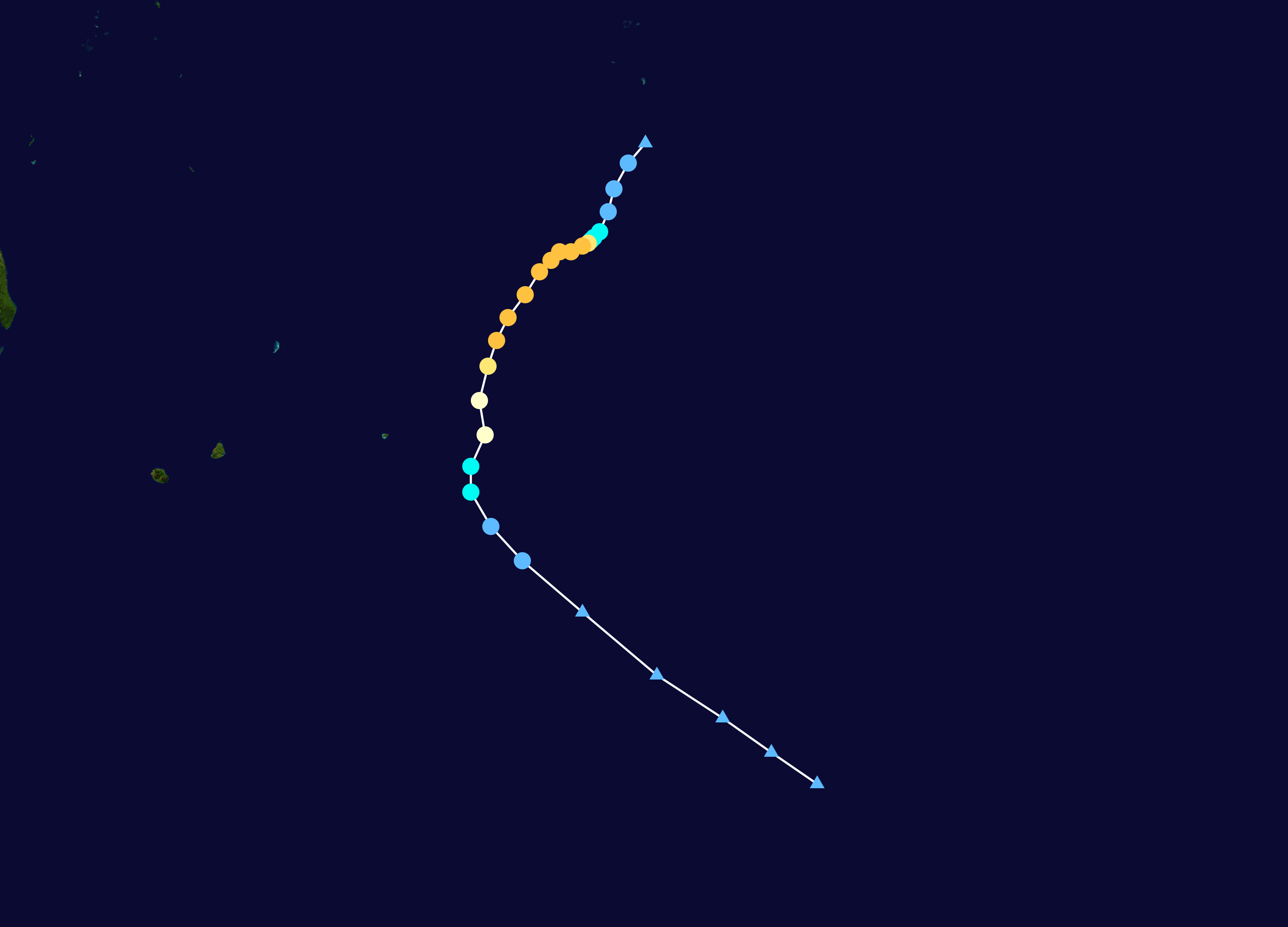
O caminho de Anja

O ciclone Anja formou-se de uma área de perturbações meteorológicas que persistia ao norte do Território Britânico do Oceano Índico que começou mostrar sinais de organização em 11 de novembro. Inicialmente, o sistema consistia-se de uma circulação ciclônica de baixos níveis ampla, porém mal definida, com algumas áreas de convecção profunda associadas. No entanto, não foi capaz de se intensificar rapidamente devido ao forte cisalhamento do vento na região e a falta de mecanismos de fluxos de saída de altos níveis, essenciais para a organização e intensificação de ciclones tropicais. As condições meteorológicas ficaram mais favoráveis em 13 de novembro assim que o cisalhamento do vento diminuiu e os fluxos de saída ficaram mais bem estabelecidos. Com isso, o sistema começou a se organizar gradualmente. Com abundantes áreas de convecção profunda, a perturbação conseguiu se organizar ainda mais, o que levou ao Joint Typhoon Warning Center (JTWC), órgão da Marinha dos Estados Unidos responsável pela monitoração de ciclones tropicais, a emitir um Alerta de Formação de Ciclone Tropical (AFCT) sobre o sistema no início da madrugada (UTC) de 14 de novembro. Um AFCT significa que a perturbação poderia se tornar um ciclone tropical significativo dentro de 12 a 24 horas.

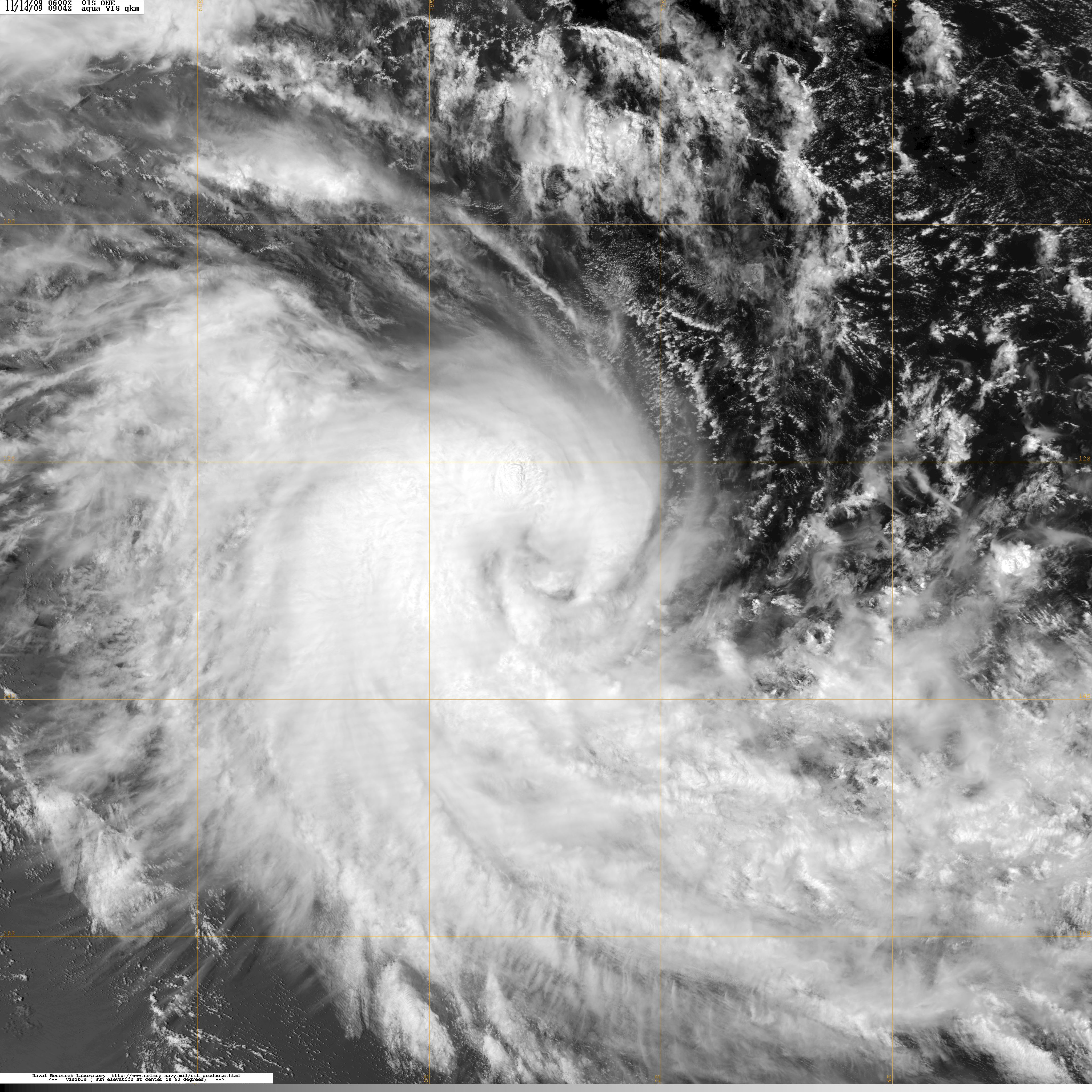
O ciclone Anja em 14 de novembro

Poucas horas depois, o Centro Meteorológico Regional Especializado de Reunião, órgão controlado pela Météo-France designado pela Organização Meteorológica Mundial para a monitoração de ciclones tropicais no Oceano Índico Sudoeste, classificou o sistema para a quarta perturbação tropical da temporada de 2009-2010. Ainda naquela manhã (UTC), o sistema já exibia organização suficiente para que o JTWC o classificasse para um ciclone tropical significativo. O sistema ganhou a designação "01S". O ciclone continuou a se organizar gradualmente, e no início daquela tarde, o CMRE de Reunião classificou o sistema para a primeira depressão tropical da temporada. Com a intensificação do ciclone, o CMRE de Reunião classificou o sistema para a primeira tempestade tropical moderada da temporada de ciclones no Índico Sudoeste de 2009-2010, atribuindo-lhe o nome "Anja".
Seguindo lentamente para sudoeste sob a influência de uma alta subtropical ao sul, Anja continuou a se intensificar, e começou a exibir um olho mal definido, visível apenas em imagens de satélite no canal micro-ondas. Mesmo assim, a presença do olho evidenciava a tendência de intensificação do ciclone. Com isso, o CMRE de Reunião classificou Anja diretamente para um ciclone tropical, segundo o sistema de classificação de ciclones tropicais usada pela Météo-France, na manhã (UTC) de 15 de novembro. A partir de então, Anja começou a sofrer intensificação explosiva assim que os fluxos de saída de altos níveis foram imensamente consolidados pela presença de um cavado de onda longa que se estendia até a costa oeste da Austrália. Com isso, Anja começou a exibir um olho bem definido, com aproximadamente 30 km de diâmetro. A tendência de intensificação continuou até a tarde de 15 de novembro, quando Anja atingiu seu pico de intensidade, com ventos máximos sustentados de 195 km/h (1 minuto sustentado), segundo o JTWC, intensidade equivalente a um furacão de categoria 3 na escala de furacões de Saffir-Simpson. Segundo o CMRE de Reunião, Anja alcançou seu pico de intensidade com ventos máximos sustentados de 155 km/h (10 minutos sustentados) e uma pressão central mínima de 950 mbar.

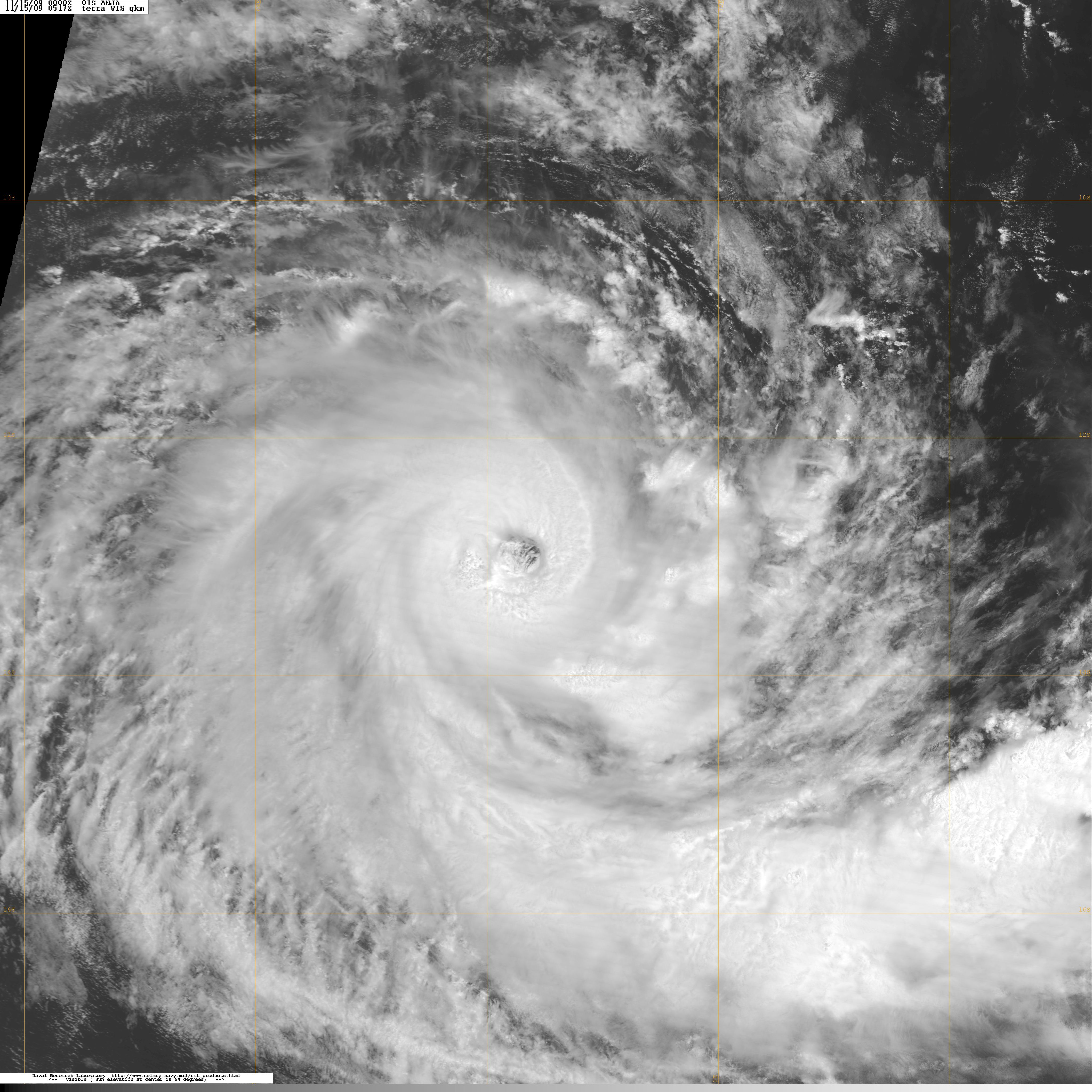
O ciclone Anja em 15 de novembro

Anja manteve sua intensidade apesar de perder suas áreas de convecção profunda externas em 16 de novembro. Naquele momento, Anja exibia características de um ciclone tropical anular, quando um ciclone exibe um olho proporcionalmente grande ao seu real tamanho. Ciclones tropicais anulares são mais resistentes aos efeitos de forças meteorológicas externas e se enfraquecem a um ritmo mais lento do que os ciclones tropicais regulares. No entanto, Anja deixou de ter características anulares no início da madrugada de 17 de setembro, assim que seu olho contraiu, ficando com apenas alguns quilômetros de diâmetro. A partir daquela tarde (UTC), Anja começou a se enfraquecer rapidamente assim que o cisalhamento do vento aumentou em associação à chegada de um profundo cavado de médios níveis. Este cavado também deteriorou a alta subtropical que o guiava, e Anja começou a seguir mais rapidamente para sul-sudoeste naquele momento. Com isso, o CMRE de Reunião desclassificou Anja para uma tempestade tropical severa no início daquela noite. Anja estava em rápida deterioração assim que acelerava para sul-sudeste, encontrando águas mais frias e entrando em contato com a zona baroclínica, região de atmosfera instável, típica de regiões de médias latitudes. Com isso, Anja começou a sofrer transição extratropical, ou seja, começou a se tornar um ciclone extratropical. Todas as suas áreas de convecção profunda foram removidas do ciclone pelo forte cisalhamento do vento, enfraquecendo ainda mais o sistema. Com isso, o CMRE de Reunião desclassificou Anja diretamente para uma depressão tropical na manhã (UTC) de 18 de novembro. O CMRE de Reunião emitiu seu aviso final sobre Anja mais tarde naquele dia, assim que o sistema se degenerou para uma área de baixa pressão remanescente. O JTWC fez o mesmo poucas horas depois.

## Preparativos e impactos
Como Anja não ameaçou ou atingiu regiões costeiras, nenhum alerta ou aviso de ciclone ou tempestade tropical foi necessário. Pelo mesmo motivo, Anja não causou qualquer impacto à sociedade humana. Além disso, nenhum navio ou estação meteorológica registrou a sua passagem; o ciclone foi monitorado exclusivamente com base em imagens de satélite.